# 서전트 슬로터
서전 슬로터(Sgt Slaughter, 1948년 8월 27일 ~ )는 본명은 로버트 레무스(Robert Remus)다. 미국의 전 프로레슬링선수이다. 키는 196cm 몸무게는 140kg이다. 현재는 은퇴한 상태이다.

## 수상
- WWE 챔피언 1회
- WCW 유나이티드 스테이츠 챔피언 2회
- 2004년 WWE 명예의전당 헌액